# Sarah Patterson
Sarah Patterson (22 de Abril de 1972) é uma actriz britânica.

## Biografia
O seu primeiro filme foi A Companhia dos Lobos, de 1984, onde interpretou uma jovem chamada Rosaleen, que adormece e sonha com lobos e lobisomens, numa versão do conto do Chapeuzinho Vermelho. No segundo filme, ela interpretou outra personagem de conto de fadas, a Branca de Neve. Nos 14 anos seguintes esteve sem aparecer no cinema, até que em 2002 participou do filme Do I Love You, de Lisa Gornick, de quem é amiga.

## Filmografia
- 2007 - Tick Tock Lullaby
- 2002 - Do I Love You? .... Louise
- 1987 - Branca de Neve (filme de 1987) .... Branca de Neve
- 1984 - The Company of Wolves .... Rosaleen